# Bowers Mountains
Die Bowers Mountains sind ein Gebirgszug mit nord-südlicher Ausrichtung, der sich über eine Länge von etwa 145 km und einer Breite von rund 55 km an der Oates-Küste des nördlichen Viktorialands erstreckt und Entstehungsgebiet des Rennick-Gletschers, des Canham-Gletschers, des Black-Gletschers und des Lillie-Gletschers ist. 
Die seewärts zugewandte Flanke wurde im Februar 1911 von Leutnant Harry Lewin Lee Pennell gesichtet, Schiffsführer der Terra Nova während der gleichnamigen Antarktisexpedition (1910–1913) unter der Leitung des britischen Polarforschers Robert Falcon Scott. Kartografisch erfasst wurde das Gebiet durch die Arbeiten des United States Geological Survey von 1962 bis 1963 sowie mithilfe von Luftaufnahmen der United States Navy von 1946 bis 1947 und von 1960 bis 1962. Die ursprüngliche Benennung Bowers Hills wurde vom Survey in die heutige Bezeichnung geändert, nachdem Vermessungen ergeben hatten, dass das Gebirge bis zu 2600 m aufragt. Namensgeber ist Henry Bowers (1883–1912), der gemeinsam mit Scott und drei weiteren Expeditionsteilnehmern beim Rückmarsch vom geographischen Südpol ums Leben kam.